# Restaurangakademien
Restaurangakademien AB ligger i Stockholm och är ett företag inom restaurangbranschen som grundades 1985 av fyra personer, Björn Halling, Örjan Klein, Frank Hollingworth och Åke Håkansson. Målet var att tillsammans skapa en gastronomisk mötesplats med fokus på kvalitet, kreativitet och kunskap. Idag är Restaurangakademien en knutpunkt i ständig utveckling, med ledande kockar som kursledare, världskända sommelierer, de bästa av råvaror och utrustning i allra högsta klass. Restaurangakademiens VD är Jesper Johansson och företaget ägs av Menigo
Huvudverksamheten är  utbildningar för yrkesverksamma inom restaurangbranschen men även för de utanför branschen som har ett intresse för gastronomi. Restaurangakademien arrangerar bland annat vinprovningar, matlagningskurser för privatpersoner och matlagningsevent. Bland de längre utbildningarna finns sommelierutbildning och kökschefsutbildning. Sommelierutbildning finns som yrkeshögskoleutbildning, YH. YH utbildningen är på heltid ett år och studenten är berättigad till studiestöd (CSN). Restaurangakademien erbjuder även skräddarfokusutbildningar inom specifika områden för restaurangbranschen. 
I maj 2009 flyttade Restaurangakademien till Slakthusområdet. Området är ett nytt projekt som  Stockholms stad driver och blir vad som kallas för nya slakthusområdet med mat och kultur i fokus.  
På Restaurangakademien huserar även Bocuse d'Or.